# Kōhei Oguri
Kōhei Oguri (小栗康平, Oguri Kōhei) est un réalisateur japonais né le 29 octobre 1945 à Maebashi.

## Biographie
Kōhei Oguri est né Maebashi dans la préfecture de Gunma. Après des études littéraires à l'université Waseda, il travaille comme assistant-réalisateur de Masahiro Shinoda, Kirio Urayama et Nobuhiko Obayashi dans les années 1970. En 1981, son premier film, La Rivière de boue obtient de nombreux prix au Japon comme à l'étranger. Après Pour Kayako, qui décrit la vie des Coréens au Japon, il réalise en 1990 L'Aiguillon de la mort, qui lui vaut le Grand Prix du Jury et le Prix FIPRESCI au Festival de Cannes.
Kōhei Oguri est un réalisateur qui tourne peu, L'Homme qui dort sort en 1996. Il faut attendre neuf ans pour la sortie de La Forêt oubliée en 2005 et encore dix ans pour son film suivant Foujita un biopic sur l'artiste peintre Tsugouharu "Leonard" Foujita.

## Filmographie

### Cinéma
- 1981 : La Rivière de boue (泥の河, Doro no kawa?)
- 1985 : Pour Kayako (伽倻子のために, Kayako no tameni?)
- 1990 : L'Aiguillon de la mort (死の棘, Shi no toge?)
- 1996 : L'Homme qui dort (眠る男, Nemuru otoko?)
- 2005 : La Forêt oubliée (埋もれ木, Umoregi?)
- 2015 : Foujita

### Documentaire
- 1993 : Correspondance par l'image en collaboration avec le réalisateur indonésien Slamer Rahardjo Djarot

## Distinctions
Sauf indication contraire, les informations mentionnées dans cette section peuvent être confirmées par la base de données cinématographiques IMDb,  présente dans la section « Liens externes ».

### Décorations
- 2006 : Médaille au ruban pourpre[4]

### Récompenses
- Pour La Rivière de boue :
  - prix du nouveau réalisateur (citation) de la Directors Guild of Japan[5]
  - Japan Academy Prize du meilleur réalisateur[6]
  - Prix Kinema Junpō du meilleur film et du meilleur réalisateur[7]
  - Prix Blue Ribbon du meilleur film[8]
  - Prix Mainichi du meilleur film et du meilleur réalisateur[9]
  - Prix du meilleur film au Hawaii International Film Festival
  - Hōchi Film Award du meilleur espoir pour Kōhei Oguri[10]
  - Prix d'argent au festival international du film de Moscou[11]

- Pour L'Aiguillon de la mort :
  - Grand Prix du Festival de Cannes[2]
  - Prix FIPRESCI du Festival de Cannes[2],[12]

- Pour L'Homme qui dort :
  - Grand prix spécial du jury au festival des films du monde de Montréal[13]